# Осняч, Анастасия Вячеславовна
Анастасия Вячеславовна Осняч (Шустова) (укр. Анастасія Вячеславівна Осняч; род. 9 октября 1996 год, Луганская область, Украина) — украинская спортсменка, борец вольного стиля. Серебряный призёр чемпионата Европы 2024 года. Победительница кубка мира 2022. Чемпионка Украины 2022 года. Мастер спорта Украины международного класса по вольной борьбе.

## Спортивная карьера
В июне 2013 года впервые выиграла серебряную медаль на первенстве Европы в Черногории, а уже в августе она стала победительницей первенства мира среди кадетов в Сербии в весе до 70 кг, выполнив норматив мастера спорта Украины. В 2014 году приняла участие на первенстве Европы среди юниоров в Польше и стала третьей. В 2015 году выступила на первенстве мира в Бразилии и стала финалисткой в весе до 72 кг. В сентябре 2017 года стала первой на международном турнире Александра Медведя в Беларуси. В ноябре 2017 года приняла участие на первенстве мира до 23 лет 2017 и взяла бронзовую медаль. В декабре 2017 года приняла участие на кубке мира в Санкт-Петербурге (Россия). В июне 2018 году выиграла первенство Европы до 23 лет в весе до 76, который прошёл в Турции и выполнила норматив мастера спорта Украины международного класса. В сентябре 2018 года впервые участвовала на взрослом чемпионате мира в Венгрии, но в первом же круге уступила немецкой спортсменке Алина Роттер-Фоккен и потеряла шанс на призовое место. Была участней первенства мира до 23 лет в Венгрии, индивидуального кубка мира 2020 в Сербии, чемпионата Европы 2021. В январе 2022 года выиграла чемпионат Украины в составе Днепропетровской области. В декабре 2022 года выиграла кубок мира в составе сборной Украины, одолев в тяжелом противостоянии сборную Китая. В апреле 2023 стала пятой на чемпионате Европы, проиграв в схватке за 3 место румынской атлетке Аксенте Каталине. В феврале 2024 года стала финалисткой чемпионата Европы в Румынии.

## Спортивные достижения
Взрослый уровень
- Гран-при Александр Медведь 2017 — ;
- Первенство мира до 23 лет 2017 — ;
- Первенство Европы до 23 лет 2018 — ;
- Чемпионат Украины 2022 — ;
- Кубок мира 2022 — ;
- Чемпионат Европы 2024 — ;

Юниорский уровень
- Первенство Европы 2014 — ;
- Первенство мира 2015 — ;

Кадетский уровень
- Первенство Европы 2013 — ;
- Первенство мира 2013 — ;